# Irischamerikaner

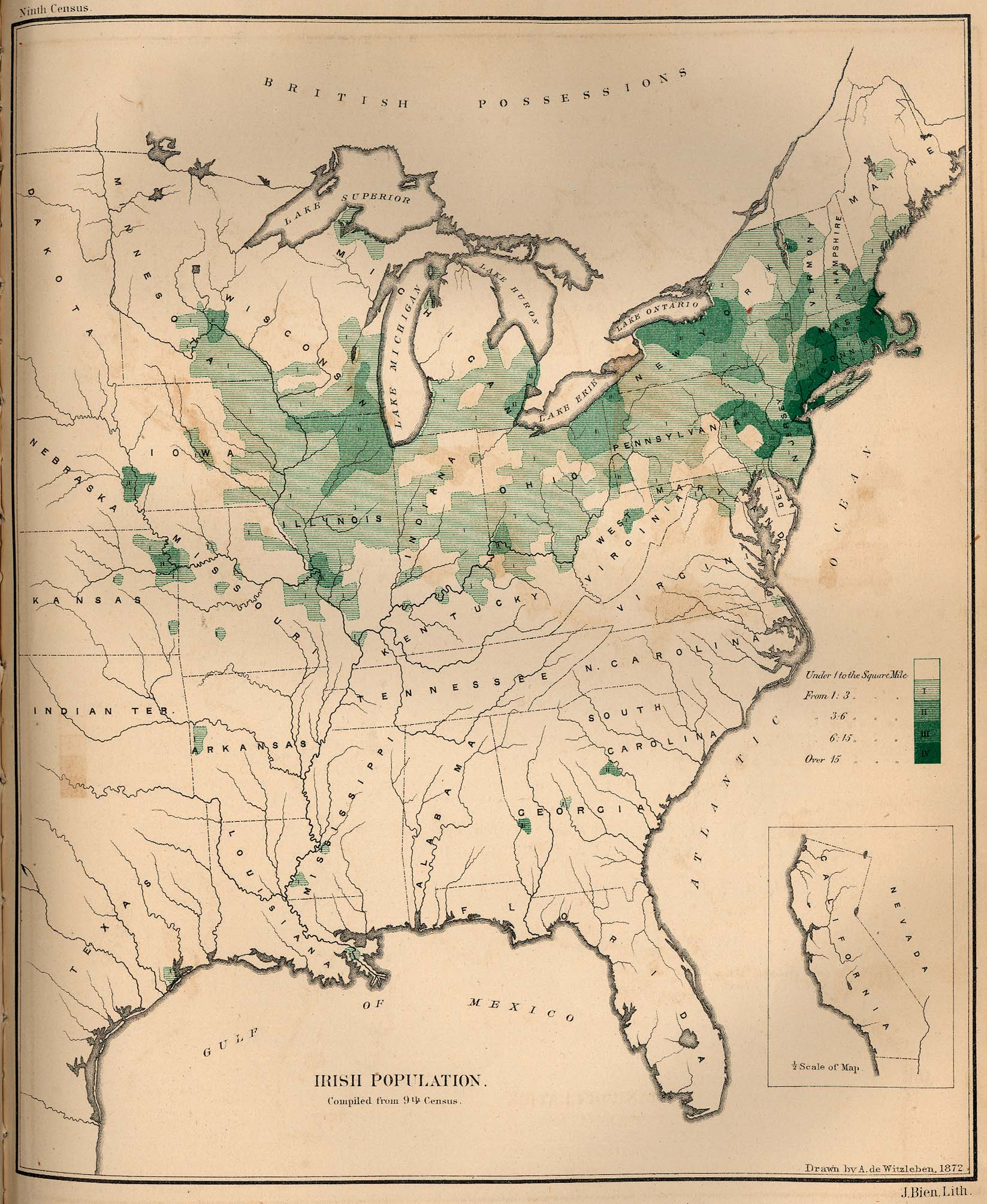
Irische Bevölkerung der USA 1872

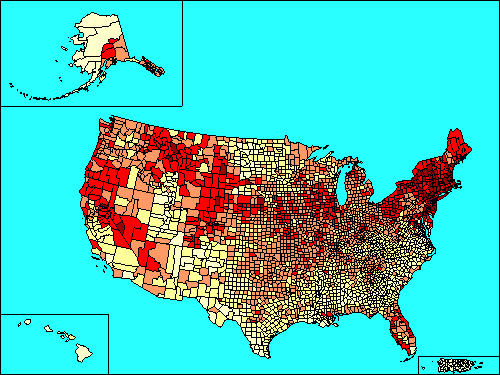
Irische Bevölkerung der USA in den Countys gemäß dem Zensus 2000

Irischamerikaner sind Einwohner der Vereinigten Staaten irischer Abstammung.

## Einwanderungsmuster und Konfession
Viele protestantische Iren wanderten während der industriellen Revolution im 18. und 19. Jahrhundert nach Amerika aus. Ihnen folgten während und nach der großen Hungersnot (von 1845 bis 1852) Millionen von katholischen Iren. Während katholische Irischamerikaner 16 Prozent der Katholiken in den Vereinigten Staaten überhaupt ausmachen, war laut einer Studie der General Social Survey (University of Chicago) von 2014 die Mehrheit dieser Bevölkerungsgruppe protestantisch. Von den etwa 40 Millionen Irischamerikanern (35 Millionen aus der Republik Irland, 5 aus Nordirland) waren demnach etwa 20 Millionen Protestanten und 13 Millionen Katholiken (die übrigen gaben keine Konfession an); aktive Kirchgänger waren demnach jeweils 40 Prozent. Von den Evangelikalen in den Südstaaten machen Irischamerikaner etwa 20 Prozent aus; viele von ihnen schlossen sich dort den Southern Baptists an. Die Irischamerikaner gehören laut vielen Soziologen inzwischen zur Gruppe der late ethnicity bzw. late-generation ethnicity, die von einer langanhaltenden Integration in die Empfängergesellschaft und versiegtem Zustrom aus der Herkunftsgesellschaft geprägt ist. Während der irischstämmige US-Senator Daniel Patrick Moynihan 1963 ein Ende der ethnischen Identität der Irischamerikaner prognostiziert hatte, erklärte er in den 1970er Jahren ein neues Bewusstsein für das Irischsein in den Vereinigten Staaten.

## Demographie
Nach den Deutschamerikanern sind sie mit etwa 34,7 Millionen (beim United States Census 2010) die zweitgrößte ethnische Gruppe der weißen Bevölkerung und insbesondere im Nordosten der Vereinigten Staaten anteilig stark vertreten. Dabei gaben 22 Millionen (7,2 Prozent der Gesamtbevölkerung) an, vorwiegend irische Vorfahren zu haben, weitere 13,5 Millionen hatten demnach teilweise irische Vorfahren (insgesamt 11,6 Prozent der Bevölkerung). Der Staat mit dem prozentual größten Anteil an Irischstämmigen ist Massachusetts. Im Jahr 2014 gaben laut United States Census Bureau 21,5 Prozent der Einwohner des Bundesstaates an, irische Vorfahren zu haben; besonders hohe Anteile erreichen sie in der Umgebung von Boston mit fast der Hälfte der Einwohner in Braintree (42,3 Prozent), Scituate, Hanover, Marshfield und Norwell. Der einzige andere Bundesstaat, in dem der Anteil von Irischamerikanern über 20 Prozent lag, war 2014 New Hampshire. Die zahlenmäßig größte Einwohnerschaft an Irischamerikanern hatten 2014 Kalifornien mit 2,5 Millionen, New York mit 2,3 und Pennsylvania mit 2,1 Millionen. Mehrheitlich ließen sich die Iren in den Städten der USA nieder und bildeten einen großen Teil der Arbeiterschaft. Stark irisch geprägte Stadtteile sind South Boston oder Hell’s Kitchen in New York City.

## Wahlverhalten
Ihr Wahlverhalten war lange von einer überwiegenden Treue zur Demokratischen Partei geprägt, zumal Irischstämmige die politische Maschine der Parteibosse insbesondere in Chicago beherrschten, was sich mit der zunehmenden Prosperität vieler Irischstämmiger im Lauf des 20. Jahrhunderts änderte. Der Trend zur Republikanischen Partei zeigte sich insbesondere bei der Präsidentschaftswahl 2016; manche Umfragen sahen den Republikaner Donald Trump unter denjenigen, die sich als Irischamerikaner bezeichneten, vor der Demokratin Hillary Clinton, teilweise allerdings nur knapp – und damit deutlich weniger Vorsprung für Trump als unter anderen ethnischen Gruppen der Weißen.

## Liste irischstämmiger Amerikaner
Zu den berühmtesten katholischen Irisch-Amerikanern gehört die Familie Kennedy.
- Joe Biden (* 1942), 46. Präsident der Vereinigten Staaten
- Billy the Kid (1859–1881), zentrales Mitglied der Lincoln County Regulators
- James J. Braddock (1905–1974), Profiboxer und Schwergewichts-Boxweltmeister von 1935 bis 1937
- James J. Bulger (1929–2018), Verbrecher und Haupt der Winter Hill Gang in Boston
- James Cagney (1899–1986), Schauspieler
- Charles Carroll of Carrollton (1737–1832), Gründervater der USA
- James Coonan, Chef der irischstämmigen Bande The Westies
- Bing Crosby (1903–1977), Schauspieler und Sänger
- Jimmy Fallon (* 1974), Komiker, Moderator und Schauspieler
- F. Scott Fitzgerald (1896–1940), Schriftsteller
- Harrison Ford (* 1942), Schauspieler, Pilot und Umweltaktivist
- Swan Hennessy (1866–1929), Komponist
- Ben Hogan (1912–1997), Golfspieler
- Grace Kelly (1929–1982), Schauspielerin und spätere Fürstin von Monaco
- Edward Kennedy (1932–2009), Politiker
- John F. Kennedy (1917–1963), 35. Präsident der USA
- Joseph P. Kennedy (1888–1969), Geschäftsmann und Diplomat
- Robert F. Kennedy (1925–1968), Politiker
- Jena Malone (* 1984), Schauspielerin, Filmproduzentin und Musikerin
- John McEnroe (* 1959), Tennisspieler
- Joseph McCarthy (1908–1957), Politiker
- Charles T. Menoher (1862–1930), Offizier
- Billy Murray (1877–1954), Sänger
- Georgia O’Keeffe (1887–1986), Malerin
- Ed O’Neill (* 1946), Schauspieler
- Eugene O’Neill (1888–1953), Dramatiker und Literaturnobelpreisträger
- Ronald Reagan (1911–2004), 40. Präsident der USA
- Ed Sullivan (1901–1974), Entertainer

## Belege
1. ↑  John Simkin: Irish Immigration. In: Spartacus Educational, September 1997; Sheila Langan: Shock survey shows Irish Americans are more Protestant than Catholic. In: Irish Central, 22. März 2014.
2. ↑  Liam Kennedy: How Irish America thinks, votes and acts. In: The Irish Times, 3. Juni 2017.
3. ↑  Liam Kennedy: How Irish America thinks, votes and acts. In: The Irish Times, 3. Juni 2017.
4. ↑  Jed Kolko: America's Most Irish Towns. In: Forbes.com, 15. März 2013.
5. ↑  Shannon Young: Massachusetts among top states claiming Irish Ancestry, US Census Bureau finds. In: MassLive, 17. März 2016.
6. ↑  John Simkin: Irish Immigration. In: Spartacus Educational, September 1997.
7. ↑  John Simkin: Irish Immigration. In: Spartacus Educational, September 1997.
8. ↑  Liam Kennedy: How Irish America thinks, votes and acts. In: Irish Times, 3. Juni 2017.
9. ↑  Peter F. Stevens: As a majority of Irish Americans reportedly embrace Trump, lessons hard-learned by our immigrant ancestors are evaporating. In: Boston Irish Reporter, 6. September 2016; Peter Aldhous, Jeremy Singer-Vine: Which White People Support Trump? In: BuzzFeed, 9. Oktober 2016.